# 學聯旅遊
學聯旅遊（英語：Hong Kong Student Travel Limited，以Sincerity Travel為名經營），於1971年在香港成立，是擁有多間分行的旅行社，為香港旅遊業議會基本會員（香港旅行社牌照號碼：350181）。

## 簡史
學聯旅遊，前身為「學聯旅遊部」，1971年創立之時原是香港專上學生聯會（簡稱：學聯）幹事會屬下的機構，一方面為學生提供價錢比較相宜的服務，另一方面其收益亦為學聯提供學生運動的營運資金，於1977年11月11日註冊為「香港學聯旅遊部有限公司 Hong Kong Student Travel Bureau Limited」。其後，學聯旅遊及其相關業務被注入到於1984年5月4日註冊的「香港學聯旅遊有限公司 Hong Kong Student Travel Limited」。1993年，「香港學聯旅遊部有限公司 Hong Kong Student Travel Bureau Limited」以2,300萬港元出售「香港學聯旅遊有限公司 Hong Kong Student Travel Limited」，自此兩者再無任何關係。前者將500萬港元撥歸學聯，並於1994年8月25日易名為「學聯及學生活動基金有限公司 H.K.F.S. Fund Limited」，管理餘下的1,800萬港元款項。
由於學聯旅遊的品牌當時已經建立了一定的口碑，甚至一度成為香港四大旅行社之一，是以出售之後承襲原有品牌，一直沿用至今。

## 外部連結
- 官方网站